# Taracidae
Famille
Les Taracidae sont une famille d'opilions dyspnois. On connaît prés d'une trentaine d'espèces dans quatre genres.

## Distribution
Les espèces de cette famille se rencontrent en Amérique du Nord, en Asie de l'Est et en Asie du Nord.

## Liste des genres
Selon World Catalogue of Opiliones (22/04/2021) :
- Crosbycus Roewer, 1914
- Hesperonemastoma Gruber, 1970
- Oskoron Shear, 2016
- Taracus Simon, 1879

## Publication originale
- Schönhofer, 2013 : « A taxonomic catalogue of the Dyspnoi Hansen and Sørensen, 1904 (Arachnida: Opiliones). » Zootaxa, no 3679, p. 1–68.